# 도쿄도 교통국 닛포리·도네리 라이너

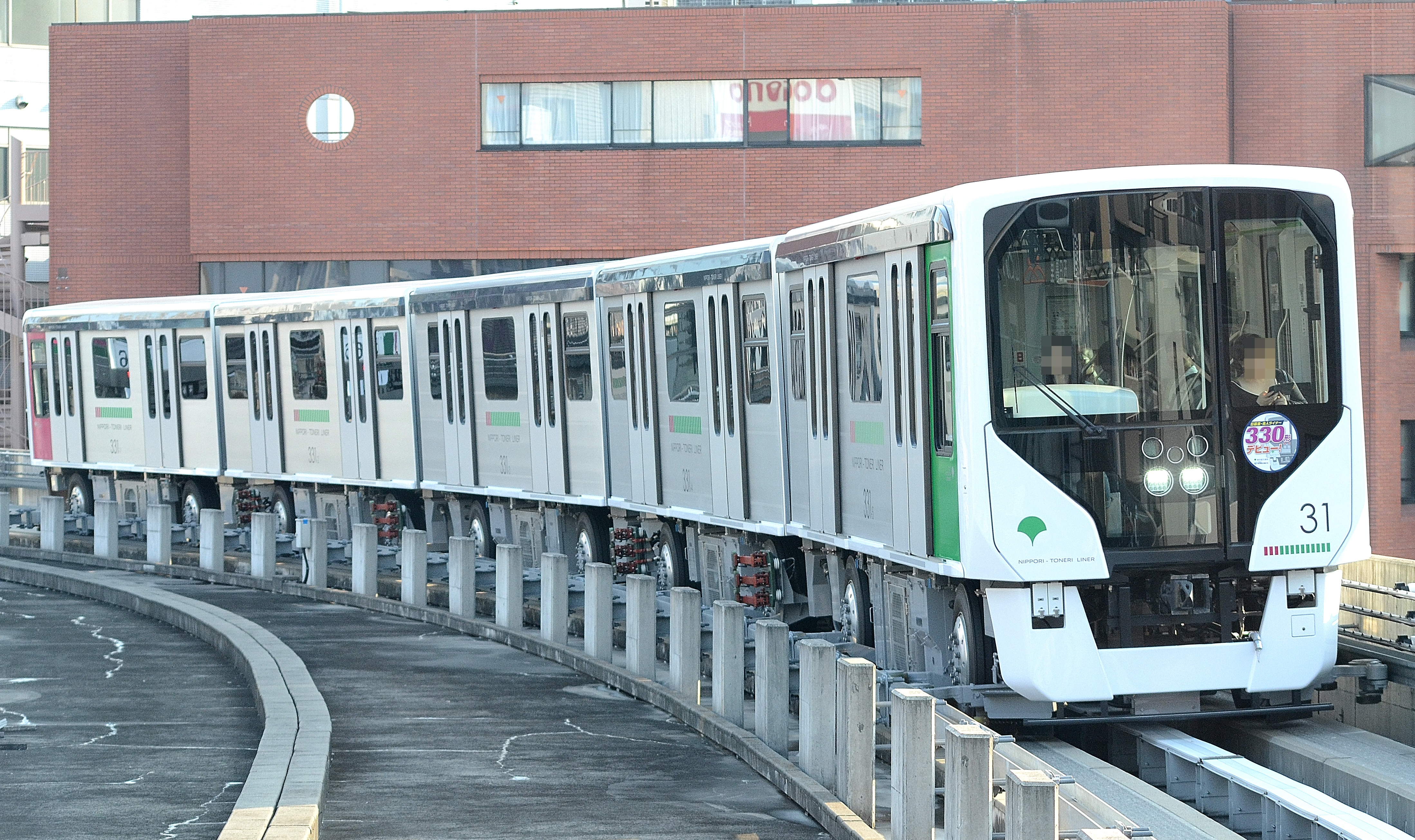
닛포리·도네리 라이너의 전차

닛포리·도네리 라이너(일본어: 日暮里・舎人ライナー 닛포리·토네리 라이나[*])은 도쿄 도 교통국의 신교통 시스템(경전철) 노선이다. 일본 도쿄도 다이토구에 있는 닛포리역과 아다치구에 있는 미누마다이신스이코엔 역을 잇는다. 2008년 3월 30일 개통했다.

닛포리・도네리 라이너 노선

## 개요
닛포리역 부근을 제외하고 대부분의 구간이 도시계획 도쿄 도 도로 58호 다이토 하토가야 선 위에 있어, 고가로 주행한다.
땅 등의 인프라부는 도시 계획 도로 사업으로서 도쿄 도 건설국이, 궤도나 역사등의 철도 시설은 도시 계획 도시 고속 철도 사업으로서 도쿄 도 교통국 오에도 선의 건설을 담당한 도쿄 도 지하철 건설이 건설하는 방식을 채용하고 있다.
개업 후의 운영 주체는 도쿄 도 지하철 건설이 예정되어 있었지만, 채산상의 관점 및 도쿄 도 경영 교통 네트워크의 충실을 도모하는 목적으로 도쿄 도 교통국이 궤도 사업의 특허를 동사로부터 양도할 방향으로 검토되어 운영도 같은 국이 실시하는 것이 결정되었다.
노선명에 대해서는 도쿄 도 교통국 및 도쿄 도 지하철 건설이 2006년 8월 15일 - 31일에 일반 공모를 실시해, 선고위원회의 심의를 거쳐 닛포리·도네리 라이너로 결정, 동년 11월 13일에 역명과 함께 보도 발표되었다.
교통 카드에 대해서는 개통 당초부터 IC 카드인 PASMO가 참가하고 있어, Suica와의 상호 이용을 할 수 있게 되어 있다. 또,패스 넷은 개통 전에 「매표기·정산기로 사용할 수 있다」라고 하는 아나운스가 있었지만, 2008년 1월 10일에 발매가 종료해 동년 3월 14일에 자동 개찰기로의 사용이 종료했기 때문에, 닛포리·도네리 라이너에서는 닛포리역의 유인 개찰 이외에서는 자동 매표기·자동 정산기를 포함해 일절 사용할 수 없다.
평일 운행 간격은 평일과 토요일·휴일에 다르며, 평일은 7.5분 간격으로, 토요일·휴일은 10분 간격으로 각각 운행된다. 운임은 어른 최초 구간 160엔부터 최고 320엔까지의 4단계이다(#운임·승차권 참조). 덧붙여 현재 닛포리·도네리 라이너와 같은 구간을 운행하고 있는 도쿄 도 경영 버스의 48계통(닛포리역 - 미누마다이 친수공원 역)의 운임은 어른 일률 200엔이며, 닛포리·도네리 라이너의 최저 운임보다 40엔 높고, 최고 운임보다 120엔 싸다. 닛포리·도네리 라이너의 개통을 기회로 동노선은 큰폭으로 개수가 감편 되었다. 또, 운임이 어른 400엔의 심야04계통은 닛포리·도네리 라이너의 개통을 기회로 폐지되었다.
닛포리·도네리 라이너의 차량인 300형은 전면 디자인이 약간 다르지만,유리카모메 7000계의 6차차를 닮아 있다. 덧붙여 당초는 롱 시트를 주체에 채용할 예정이었지만, 후에 크로스시트 주체로 변경했다.

## 노선 정보

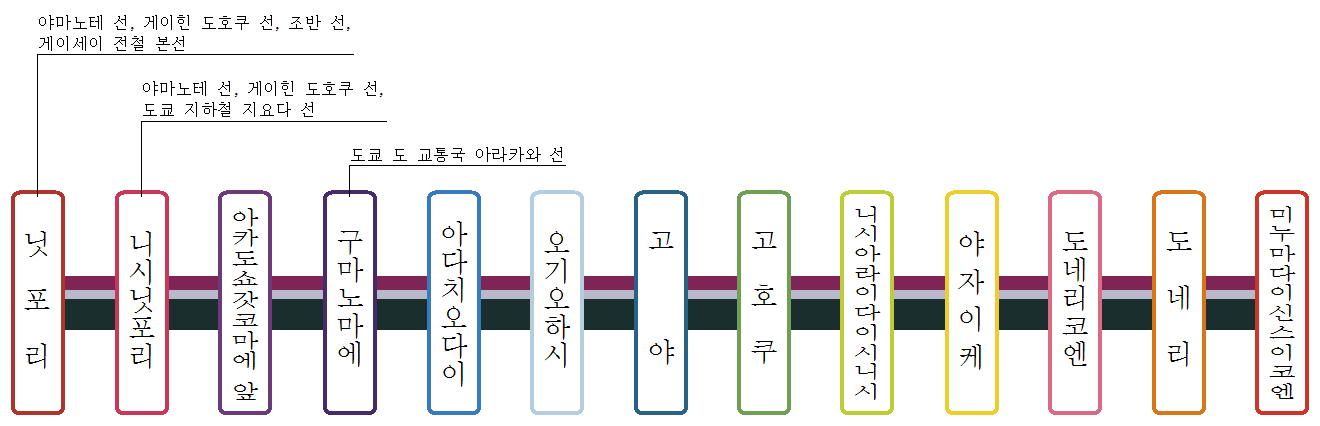
닛포리・도네리 라이너 노선도

- 노선 거리: 9.7 km(건설 거리 9.8 km)
- 역 수: 13
- 복선 구간: 전 구간
- 전철화 구간: 전 구간 삼상 교류 600 볼트 50 Hz
- 차량 기지 소재역：도네리 공원 역[4]
- 차단 장치: 자동 차단식, 차내 신호식
- 보안 장치: ATS, ATC, ATO
- 최고 속도：60 km/h
- 소요 시간：20분
- 표정 속도：28 km/h
- 최급구배：50‰(오기 대교 - 아다치오다이간)[5]

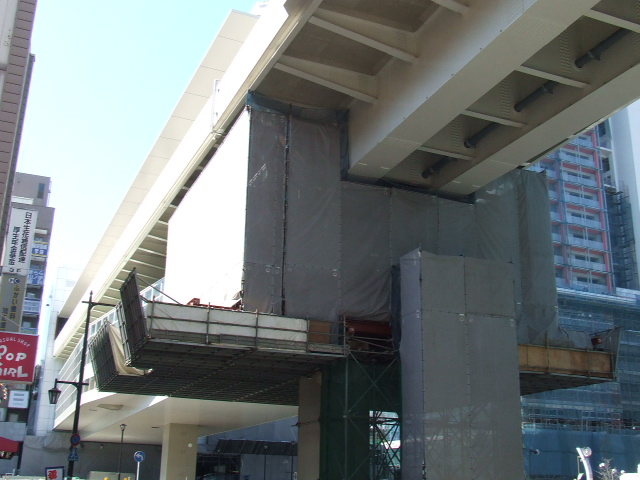
닛포리·도네리 라이너 닛포리역의 건설 당시 모습(2007년 2월 26일 촬영)

- 최소 곡선 반경：30m(닛포리 부근)

## 건설 경위
근처의 도부 이세사키 선·다이시 선이나 JR게이힌 도호쿠 선, 도쿄 메트로 난보쿠 선에서 멀고, 도쿄 23구안의 타지역과 비교해서 철도계 공공 교통편이 좋지 않았던 아다치구 서부와 JR 야마노테 선의 역을 묶기 위해서 1985년 7월의 운수 정책 심의회 답신 제7호「도쿄 도에 있어서의 도시 고속 철도를 중심으로 하는 교통망의 정비에 관한 기본 계획」의 건설 노선으로서 자리매김된 것이다. 이 때문에, 당초는 지하철 7호선(현재의 난보쿠 선)의 일부로서 계획되고 있었지만, 재정 문제나 채산성 등에서 신교통 시스템으로 변경되었다. 통근시의 정체에 의해 정시 운행을 할 수 없는 노선버스에 대신하는 새로운 교통기관으로서 기대가 있었다.
신교통 시스템으로 변경된 후도, 재정 상황 등에서 궤도 사업 특허는 1995년, 공사 시행 인가는 1997년으로 큰폭으로 늦었다. 그 때문에, 사업주체의 결정이나 아라카와구 옆의 용지 매수에 시간이 걸린 적도 있어, 개통은 당초 계획되고 있었던 1999년에서 2002년, 그리고 2008년 3월 30일로 2번에 걸쳐서 연기되었다.

## 역 목록
| 역 번호 | 역 이름              | 일본어 이름    | 거리 (km) | 접속 노선                                                                         | 소재지 | 소재지     |
| ------- | -------------------- | -------------- | --------- | --------------------------------------------------------------------------------- | ------ | ---------- |
| 01      | 닛포리               | 日暮里         | 0.0       | 도호쿠 본선(야마노테 선, 게이힌 도호쿠 선) 조반선(조반 쾌속선) 게이세이 전철 본선 | 도쿄도 | 아라카와구 |
| 02      | 니시닛포리           | 西日暮里       | 0.7       | 도호쿠 본선(야마노테 선, 게이힌 도호쿠 선) 도쿄 지하철 지요다 선                  | 도쿄도 | 아라카와구 |
| 03      | 아카도쇼갓코마에     | 赤土小学校前   | 1.7       |                                                                                   | 도쿄도 | 아라카와구 |
| 04      | 구마노마에           | 熊野前         | 2.3       | 아라카와 선                                                                       | 도쿄도 | 아라카와구 |
| 05      | 아다치오다이         | 足立小台       | 3.0       |                                                                                   | 도쿄도 | 아다치구   |
| 06      | 오기오하시           | 扇大橋         | 4.0       |                                                                                   | 도쿄도 | 아다치구   |
| 07      | 고야                 | 高野           | 4.5       |                                                                                   | 도쿄도 | 아다치구   |
| 08      | 고호쿠               | 江北           | 5.1       |                                                                                   | 도쿄도 | 아다치구   |
| 09      | 니시아라이다이시니시 | 西新井大師西   | 6.0       |                                                                                   | 도쿄도 | 아다치구   |
| 10      | 야자이케             | 谷在家         | 6.8       |                                                                                   | 도쿄도 | 아다치구   |
| 11      | 도네리코엔           | 舎人公園       | 7.7       |                                                                                   | 도쿄도 | 아다치구   |
| 12      | 도네리               | 舎人           | 8.7       |                                                                                   | 도쿄도 | 아다치구   |
| 13      | 미누마다이신스이코엔 | 見沼代親水公園 | 9.7       |                                                                                   | 도쿄도 | 아다치구   |

- 역명은 공모에 근거하는 아다치구 및 아라카와구로부터의 추천을 받아 선고위원회의 심의를 거친 다음 결정해, 2006년 11월 13일에 보도 발표되었다.
- 가칭 역명과 정식 역명이 다른 곳은 다음과 같다.
  - 아카도쇼갓코 역→아카도쇼갓코마에 역
  - 기타오기오하시 역→오기 대교 역
  - 우와누마타히가시코엔 역→니시아라이다이시니시 역
  - 상기 이외의 역은 가칭으로부터 변경 없음
- 니시닛포리 역 - 아카도쇼갓코마에 역간에 기타구안을 지나지만, 이 구간의 역은 없다.
- 역 번호는 쓰쿠바 익스프레스와 마찬가지로 숫자만으로 표기하고 있다.

## 운임·승차권

### 보통 운임
어른 보통 여객 운임(소아 반액). 2008년 3월 30일 개통시부터.
| 거리           | 운임（엔） |
| -------------- | ---------- |
| 최초 구간 2 km | 160        |
| 3 – 4 km       | 220        |
| 5 – 7 km       | 270        |
| 8 – 10 km      | 320        |

### 정기권
- 닛포리·도네리 라이너만의 정기권 외에, 노면 전차·도 버스와의 연락 정기권도 발매되고 있다. 덧붙여 연락 정기권은 도쿄 도 경영 지하철과 노면 전차·도버스와의 연락 정기권과 마찬가지로 닛포리·도네리 라이너의 승차 거리에 의해 운임이 다르다.

### 회수권
- 회수권은 도쿄 도 경영 지하철과 같은 금액의 회수권을 채용했다. 닛포리·도네리 라이너의 역이면 어느 역에서든 이용이 가능하다. 11매로, 발매액은 보통 운임의 10배, 유효기간은 3개월. 다만, 도쿄 도 경영 지하철의 회수권과의 상호 이용은 할 수 없다.

### 하루 승차권
- 2008년 3월 30일의 개통일부터 「도쿄 도 경영 통째로 표」를 어른 700엔·소아 350엔으로 발매하고 있다. 덧붙여 개통일 이전에 「노면 전차·도 버스·도쿄 도 경영 지하철 하루 승차권」으로서 발매된 예매권으로도 닛포리·도네리 라이너로의 이용이 가능하다.
- 닛포리·도네리 라이너 개통 기념의 「도쿄 도 경영 통째로 표」가 개통일부터 각 역 마다 1,000매 한정으로 발매되었다. 도안은 300형 차량의 주행 풍경과 발매된 역의 역명표로 되어 있다.[6]
- 2008년 4월 12일·13일에는 도네리 공원에서 개최된 아다치구 주최의 개통 기념 이벤트를 기념해 「도쿄 도 경영 통째로 표」가 닛포리역과 도네리 공원 역에서 10,000매 한정으로 발매되었다.[7]
- 도쿄 프리 표도 개통일 이후, 닛포리·도네리 라이너로의 이용이 가능해졌다.
- 2008년 10월 27일에 닛포리·도네리 라이너의 이용자수가 1천만명을 돌파한 것에 따라, 11월 1일부터 3일까지 기념 하루 승차권을 발매하였다. 덧붙여 이 승차권이 닛포리·도네리 라이너만의 것으로 제작된 것은 처음이다.

### 도쿄 도 실버 패스 등
- 도쿄 도 실버 패스, 도쿄 도 정신 장해자 도쿄 도 경영 교통 승차증, 도쿄 도 노면 전차·도 버스·도쿄 도 경영 지하철 무료 승차권(도쿄 도내 거주의 신체 장애자·지적 장애자·생활 보호 대상자 등에게 발행)도 각각 이용할 수 있다.

## 차량
- 300계

## 그 외
- 도착·발차 방송은 유리카모메와 같은 구성의 것을 사용하고 있다. 또, 유리카모메와 마찬가지로 역 구내의 발차 안내표에는 열차 종별이 표시되고 있지만, 개통시부터 모든 열차가 각 역에 정차하고 있기 때문에 전열차가 「보통(Local)」이라고 표시된다.
- 개통 예정일 이후에 제작된 개통 고지 포스터나 광고지에는 현지인 아라카와구·아다치구의 출신이나 거주의 유명인 4명이 「현지 출신 응원단」[8] 으로서 기용되었다. 덧붙여 포스터는 도쿄 도 경영 교통 뿐만 아니라 도쿄 지하철 지요다 선이나 JR 조반 완행선 등의 차내 광고에도 게시되었다.
- 2008년 2월 1일부터 3월 31일까지 도쿄 도 경영 버스와 노면 전차 아라카와 선의 일부의 차량에 닛포리·도네리 라이너의 개통 고지 랩핑 차량이 운행되었다.
- 2008년 2월 14일에 도쿄 도 교통국의 홈페이지에 운행 다이어가 발표되었다.
- 개통 이래, 출퇴근 시간시의 혼잡이 격렬해졌기 때문에 2008년 7월 12일에 첫 다이어 개정을 실시해, 열차의 증발을 중심으로 한 운행 시간의 확대를 실시했다.
- 개통하고 나서 수개월 후에, 역 도착전에 근처 시설의 안내 방송이 흐르게 되었다.
- 아라카와구측의 고가 하부는 2008년 9월 현재에도 공사의 자취가 도로 중앙에 남아 있어, 정체의 원인이 되어 있다.
- 2021년 10월 7일, 지바현 북서부 지진으로 인해 토네리코엔역 인근을 주행하던 300형 전동차가 탈선해서 승객 8명이 부상을 입는 사고가 발생했다.

## 같이 보기
- 도쿄 도 교통국
- 도쿄 도 교통국 지하철 아사쿠사 선
- 도쿄 도 교통국 지하철 미타 선
- 도쿄 도 교통국 지하철 신주쿠 선
- 도쿄 도 교통국 지하철 오에도 선
- 도쿄 도 교통국 버스
- 도쿄 도 교통국 노면전차 아라카와 선
- 도쿄 도 교통국 모노레일 우에노 현수선